# Доминго, Марсель
Марсе́ль Доминго́ Альгарра́ (фр. Marcel Domingo Algarra; 15 января 1924 — 10 декабря 2010) — французский футболист и тренер.

## Карьера
В качестве игрока и тренера наибольших успехов добился с мадридским «Атлетико», становясь трижды чемпионом Испании (1950 и 1951 — как футболист) и (1970 — как тренер). Дважды получал приз Рикардо Саморы как голкипер, пропустивший меньше всех голов в чемпионате Испании за сезон. В 1952 году в составе французской «Ниццы» завоевал «золотой дубль», став победителем национального первенства и обладателем Кубка страны. Сыграл 1 матч для сборной Каталонии.

## Достижения

### Как футболиста
«Атлетико Мадрид»
- Чемпион Испании: 1950, 1951

«Ницца»
- Чемпион Франции: 1952
- Обладатель Кубка Франции: 1952

### Как тренера
«Атлетико Мадрид»
- Чемпион Испании: 1970
- Обладатель Кубка Испании: 1972

«Валенсия»
- Обладатель Кубка Испании: 1979